# Postsynchronizacja
Postsynchronizacja – technika polegająca na dogrywaniu ścieżki dźwiękowej (dialogów, efektów dźwiękowych, muzyki) do nagranego uprzednio materiału filmowego. Stosowana wtedy, gdy z przyczyn technicznych nie jest możliwe jednoczesne nagranie materiału filmowego i dźwięku, np. w sytuacji gdy przeszkadza szum wiatru czy odgłos samochodów. Szczególnym rodzajem postsynchronizacji jest dubbing.